# Karl Engelhardt (Politiker)

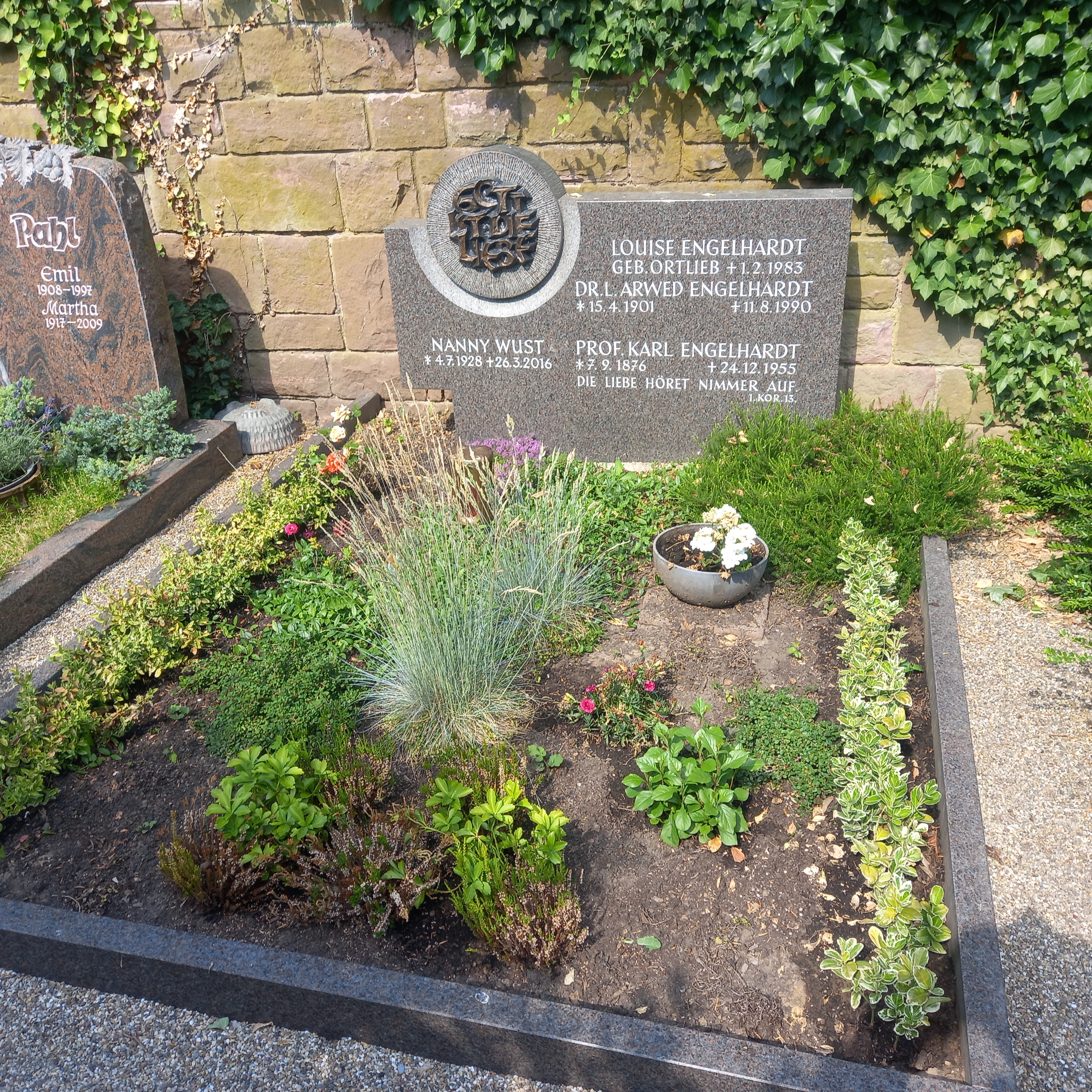
Das Grab von Karl Engelhardt auf dem Friedhof Handschuhsheim in Heidelberg

Karl Engelhardt (* 7. September 1876 in Lichtenhof; † 24. Dezember 1955 in Heidelberg) war ein deutscher Lehrer und Bremer Politiker (SPD).

## Leben
Engelhardt war der Sohn eines Bürogehilfen. Er studierte neuere Sprachen in Würzburg und München. Während seines Studiums wurde er 1894 Mitglied der Burschenschaft Germania zu Würzburg. Er wurde zum Dr. phil. promoviert. Seinen Examina legte er 1897/98 und 1900 ab. Er war Lehrer am Pädagogium in Wiesbaden und zwischen 1897 und 1902 an der Goethe-Realschule in Offenbach am Main. Von 1906 bis 1928 war er Oberlehrer am Realgymnasium zu Vegesack in Vegesack und am Realgymnasium in Bremen. Er zog nach der Pensionierung nach Baden-Baden um. Er verfasste eine Reihe von Theaterstücken.
Engelhardt war Mitglied der SPD. Von 1924 bis 1928 gehörte er der Bremischen Bürgerschaft an. Er wurde vom Bremer Senat in den 1920er Jahren zum Professor ernannt.
Er starb durch einen Sturz aus dem Zug, zwischen St. Ilgen und Heidelberg-Kirchheim.

## Veröffentlichungen (Auswahl)
- Mehr Sonne. Zeitdrama in 3 Akten, 1900.
- Moorland. Schauspiel, 1901.
- Menschlichkeit. Schauspiel, 1904.
- Vivat academia. Tragikomödie, 1905.
- Der Heidesänger. Drama, 1905.